# Pavel Bucha
Pavel Bucha (* 11. März 1998 in Nelahozeves) ist ein tschechischer Fußballspieler, der beim amerikanischen Erstligisten FC Cincinnati unter Vertrag steht. Der Mittelfeldspieler ist ehemaliger tschechischer U21-Nationalspieler.

## Karriere

### Verein
Der in Nelahozeves geborene Pavel Bucha begann im Sommer 2004 mit dem Fußballspielen im lokalen Klub Čechie Kralupy nad Vltavou und wechselte zwei Jahre später in die Jugend des FK Neratovice-Byškovice. Im Sommer 2008 wechselte er in die Nachwuchsakademie von Slavia Prag. Während der Saison 2017/18 wurde er in die erste Mannschaft befördert und am 17. Februar 2018 (17. Spieltag) debütierte er bei der 0:1-Auswärtsniederlage gegen den FC Vysočina Jihlava in der höchsten tschechischen Spielklasse. In der restlichen Spielzeit absolvierte er vier weitere Ligaspiele. Im Juni 2018 wurde er wieder in die Juniorenmannschaft zugewiesen, da er es verweigert hatte, seinen Vertrag zu verlängern. Diese Degradierung stellte einen Vertragsbruch dar und aufgrund dessen löste er sein Arbeitspapier bei Slavia Prag auf.
Kurze Zeit später unterzeichnete er einen Vierjahresvertrag bei Viktoria Pilsen. Sein Debüt bei seinem neuen Verein bestritt er am 11. Oktober 2018 beim 5:1-Auswärtssieg gegen den MFK Vyškov. Sein Ligadebüt gab er erst im Februar 2019 und bis zum Jahreswechsel bestritt er nur ein weiteres Pokalspiel.
Am 6. Februar 2019 wechselte er auf Leihbasis zum Ligakonkurrenten FK Mladá Boleslav. Am 23. Februar 2019 (22. Spieltag) debütierte er beim 1:0-Heimsieg gegen den FK Jablonec, als er in der 66. Spielminute für Alexei Tatajew eingewechselt wurde. Bei den Bolka etablierte er sich rasch als Stammspieler und beim 8:0-Auswärtssieg gegen den FK Teplice im Halbfinale des Europa League Playoffs erzielte er sein erstes Saisontor. In der nächsten Spielzeit 2019/20 verblieb er beim FK Mladá Boleslav. Dort war er von Beginn an Stammspieler im Mittelfeld und am 14. September 2019 (9. Spieltag) erzielte er beim 6:0-Heimsieg gegen den 1. FK Příbram einen Doppelpack.
Im Januar 2020 beendete Viktoria Pilsen die Leihe von Bucha. Dort wurde er in der Rückrunde als Stammspieler eingesetzt. Am 22. Februar 2020 (22. Spieltag) erzielte er beim 4:0-Heimsieg gegen den 1. FK Příbram einen Hattrick und bereitete das vierte Tor vor.
Anfang Februar 2024 wechselte er in die USA zum FC Cincinnati.

### Nationalmannschaft
Im März und September 2018 bestritt er drei Länderspiele für die tschechische U20-Nationalmannschaft.
Von Juni bis November 2019 absolvierte er sechs Spiele für die U21, in denen er einen Treffer erzielte.

## Erfolge
Slavia Prag
- Tschechischer Pokalsieger: 2017/18